# 蒂米謝什蒂鄉
47°14′N 26°33′E / 47.233°N 26.550°E
蒂米謝什蒂鄉（羅馬尼亞語：Comuna Timișești, Neamț），是羅馬尼亞的鄉份，位於該國東北部，由尼亞姆茨縣負責管轄，面積26平方公里，海拔高度280米，2007年人口4,056，人口密度每平方公里157人。